# Вейцман, Моше
Вейцман Моше (1878, Мотоль — 24 июня 1957, Израиль) — израильский химик.

## Биография
Моше Авигдор Вейцман родился в семье Эзера (Евзора) Вейцмана и Рахель-Леи Чемеринской, брат Хаима Вейцмана. Начал изучать сельское хозяйство в Высшей технической школе в Киеве в 1900 г., затем изучал химию в Университете Женевы. С 1918 был ассистентом в Московском университете. С 1924 поселился в Палестине. В 1924 начал работать в Еврейском университете в Иерусалиме, сначала как ассистент Андора Фодора в Институте химии, а затем заведующим лаборатории органической химии. В 1927 ему было присвоено звание профессора. С 1935 преподаватель, а с 1947 профессор университета.